# Список университетов и колледжей Хэйлунцзяна
Ниже приведен список университетов и колледжей провинции Хэйлунцзян (Китай).

## Обозначения
В статье используются следующие обозначения:
- Национальный (МОК): учебное заведение, управляемое Министерством образования КНР.
- Национальный (другие): учебное заведение, управляемое одним из национальных ведомств КНР, за исключением вузов МОК.
- Провинциальный: учебное заведение, управляемое властями провинции.
- Частный: частное учебное заведение.
- Независимый: независимое учебное заведение.
- Ω (национальные ключевые университеты[англ.]): университеты имеющие высокий уровень поддержки со стороны центрального правительства КНР.

## Университеты
| Название                                                   | Китайское название | Год  | Тип                   | Город      | Ссылка                    | Примечания |
| ---------------------------------------------------------- | ------------------ | ---- | --------------------- | ---------- | ------------------------- | --- |
| Харбинский политехнический университет                     | 哈尔滨工业大学     | 1920 | Национальный (другие) | Харбин     | http://www.hit.edu.cn     | Ω (недоступная ссылка) член Лиги C9, участник проектов «211» и «985»                                                                                                   |
| Харбинский инженерный университет                          | 哈尔滨工程大学     | 1953 | Национальный (другие) | Харбин     | https://www.hrbeu.edu.cn/ | Ω (недоступная ссылка) участник «Проекта 211», при участии Правительства провинции Хэйлунцзян и ВМФ НОАК                                                               |
| Северо-восточный университет лесного хозяйства             | 东北林业大学       | 1952 | Национальный (МОК)    | Харбин     | https://www.nefu.edu.cn/  | (недоступная ссылка) |
| Северо-восточный аграрный университет                      | 东北农业大学       | 1948 | Провинциальный        | Харбин     | http://www.neau.edu.cn/   | участник (недоступная ссылка) проекта «ЦентроЗапад100» |
| Харбинский медицинский университет                         | 哈尔滨医科大学     | 1926 | Провинциальный        | Харбин     | http://www.hrbmu.edu.cn/  | участник (недоступная ссылка) проекта «ЦентроЗапад100» |
| Харбинский научно-технический университет                  | 哈尔滨理工大学     | 1950 | Провинциальный        | Харбин     | http://www.hrbust.edu.cn/ | участник (недоступная ссылка) проекта «ЦентроЗапад100» |
| Харбинский педагогический университет                      | 哈尔滨师范大学     | 1951 | Провинциальный        | Харбин     | http://www.hrbnu.edu.cn/  | (недоступная ссылка) |
| Харбинский университет коммерции                           | 哈尔滨商业大学     | 1952 | Провинциальный        | Харбин     | http://www.hrbcu.edu.cn/  | участник проекта «ЦентроЗапад100» |
| Хэйлунцзянский университет                                 | 黑龙江大学         | 1958 | Провинциальный        | Харбин     | http://www.hlju.edu.cn/   | участник (недоступная ссылка) проекта «ЦентроЗапад100» |
| Хэйлунцзянский научно-технический университет              | 黑龙江科技大学     | 1947 | Провинциальный        | Харбин     | http://www.usth.edu.cn/   | (недоступная ссылка) |
| Хэйлунцзянский университет традиционной китайской медицины | 黑龙江中医药大学   | 1959 | Провинциальный        | Харбин     | http://www.hljucm.net/    | (недоступная ссылка) |
| Хэйлунцзянский технологический институт                    | 黑龙江工程学院     | 1952 | Провинциальный        | Харбин     | http://www.hljit.edu.cn/  | (недоступная ссылка) |
| Хэйлунцзянский Восточный университет                       | 黑龙江东方学院     | 1992 | Частный               | Харбин     | http://www.dfxy.net/      | (недоступная ссылка) |
| Хэйлунцзянский финансово-экономический университет         | 黑龙江财经学院     | 1999 | Частный               | Харбин     | http://www.hfu.edu.cn/    | |
| Хэйлунцзянский международный университет                   | 黑龙江外国语学院   | 2003 | Частный               | Харбин     | http://www.hiu.edu.cn/    | Другое (недоступная ссылка) название: Хэйлунцзянский университет иностранных языков                                                                                    |
| Харбинский университет                                     | 哈尔滨学院         | 1934 | Провинциальный        | Харбин     | http://www.hrbu.edu.cn/   | (недоступная ссылка) |
| Харбинский спортивный университет                          | 哈尔滨体育学院     | 1958 | Провинциальный        | Харбин     | http://www.hrbipe.edu.cn/ | |
| Харбинский финансовый университет                          | 哈尔滨金融学院     | 1950 | Провинциальный        | Харбин     | http://www.hrbfu.edu.cn/  | (недоступная ссылка) |
| Харбинский университет Хуадэ                               | 哈尔滨华德学院     | 1992 | Частный               | Харбин     | http://www.hhdu.edu.cn    | (недоступная ссылка) |
| Харбинский университет Гуанша                              | 哈尔滨广厦学院     | 2000 | Частный               | Харбин     | http://www.gsxy.cn        | (недоступная ссылка) |
| Харбинский Кембриджский университет                        | 哈尔滨剑桥学院     | 2003 | Частный               | Харбин     | http://www.jqu.net.cn/    | Создан при участии Oriental Cambridge Education Group |
| Харбинский нефтяной институт                               | 哈尔滨石油学院     | 2003 | Частный               | Харбин     | http://www.hip.edu.cn/    | (недоступная ссылка) |
| Харбинский Дальневосточный технологический институт        | 哈尔滨远东理工学院 | 2003 | Частный               | Харбин     | http://www.fe-edu.edu.cn/ | (недоступная ссылка) |
| Северо-восточный нефтяной университет                      | 东北石油大学       | 1960 | Провинциальный        | Дацин      | http://www.nepu.edu.cn    | При (недоступная ссылка) участии Китайской национальной нефтяной компании, Китайской нефтехимической корпорации и Китайской национальной шельфовой нефтяной корпорации |
| Хэйлунцзянский сельскохозяйственный университет Баи        | 黑龙江八一农垦大学 | 1958 | Провинциальный        | Дацин      | http://www.byau.edu.cn    | (недоступная ссылка) |
| Дацинский педагогический университет                       | 大庆师范学院       | 1965 | Провинциальный        | Дацин      | http://www.dqsy.net/      | (недоступная ссылка) |
| Цицикарский университет                                    | 齐齐哈尔大学       | 1953 | Провинциальный        | Цицикар    | http://www.qqhru.edu.cn/  | (недоступная ссылка) |
| Цицикарский медицинский университет                        | 齐齐哈尔医学院     | 1946 | Провинциальный        | Цицикар    | http://www.qmu.edu.cn/    | |
| Цицикарский инженерный институт                            | 齐齐哈尔工程学院   | 1958 | Частный               | Цицикар    | http://www.qqhrit.com     | (недоступная ссылка) |
| Муданьцзянский педагогический университет                  | 牡丹江师范学院     | 1958 | Провинциальный        | Муданьцзян | http://www.mdjnu.edu.cn   | (недоступная ссылка) |
| Муданьцзянский медицинский университет                     | 牡丹江医学院       | 1958 | Провинциальный        | Муданьцзян | http://www.mdjmu.cn/      | (недоступная ссылка) |
| Цзямусский университет                                     | 佳木斯大学         | 1947 | Провинциальный        | Цзямусы    | http://ru.jmsu.edu.cn/    | (недоступная ссылка) |
| Суйхуаский университет                                     | 绥化学院           | 1953 | Провинциальный        | Суйхуа     | http://www.shxy.edu.cn/   | (недоступная ссылка) |
| Хэйхэский университет                                      | 黑河学院           | 1960 | Провинциальный        | Хэйхэ      | http://www.hhxy.edu.cn    | |
| Хэйлунцзянский технологический институт                    | 黑龙江工业学院     | 1958 | Провинциальный        | Цзиси      | http://www.hljut.edu.cn/  | (недоступная ссылка) |

## Независимые колледжи[кит.]
- Куньлуньский туристический колледж при Хэйлунцзянском технологическом институте (кит. 黑龙江工程学院昆仑旅游学院). Куньлунь. Создан в мае 2002 года народным правительством провинции Хэйлунцзян. В 2004 году Министерством образования Китая утверждён в качестве первого частного независимого колледжа в Китае.[2]

## Колледжи
| Название                                                                     | Китайское название         | Год  | Тип            | Город      | Ссылка                      | Примечания |
| ---------------------------------------------------------------------------- | -------------------------- | ---- | -------------- | ---------- | --------------------------- | --- |
| Хэйлунцзянский политехнический колледж                                       | 黑龙江职业学院             | 1948 | Провинциальный | Харбин     | http://www.hljp.edu.cn/     | (недоступная ссылка)                                                                                            |
| Хэйлунцзянский институт строительных технологий                              | 黑龙江建筑职业技术学院     | 1948 | Провинциальный | Харбин     | http://www.hict.org.cn/     | НМВПК (недоступная ссылка)                                                                                      |
| Хэйлунцзянский профессиональный колледж туризма                              | 黑龙江旅游职业技术学院     | 1957 | Провинциальный | Харбин     | http://www.ljlyzy.org.cn/   | (недоступная ссылка)                                                                                            |
| Хэйлунцзянский сельскохозяйственный инженерный колледж                       | 黑龙江农业工程职业学院     | 1949 | Провинциальный | Харбин     | http://www.hngzy.com/       | НМВПК |
| Хэйлунцзянский биотехнологический профессиональный колледж                   | 黑龙江生物科技职业学院     | 1948 | Провинциальный | Харбин     | http://www.hljswkj.org.cn/  | (недоступная ссылка)                                                                                            |
| Хэйлунцзянский сельскохозяйственный технологический профессиональный колледж | 黑龙江农垦科技职业学院     | 1965 | Провинциальный | Харбин     | http://www.nkkjxy.com/      | (недоступная ссылка)                                                                                            |
| Хэйлунцзянский профессиональный институт экологической инженерии             | 黑龙江生态工程职业学院     | 1953 | Провинциальный | Харбин     | http://www.hljstgc.org.cn/  | |
| Хэйлунцзянский колледж информационных технологий                             | 黑龙江信息技术职业学院     | 1978 | Провинциальный | Харбин     | http://www.hljitpc.org.cn/  | |
| Хэйлунцзянский полицейский колледж                                           | 黑龙江公安警官职业学院     | 1946 | Провинциальный | Харбин     | http://www.hlpolice.gov.cn/ | Аффилирован (недоступная ссылка) с Департаментом общественной безопасности провинции Хэйлунцзян                 |
| Хэйлунцзянский колледж исправительной полиции                                | 黑龙江司法警官职业学院     | 1979 | Провинциальный | Харбин     | http://www.hljsfjy.org.cn/  | |
| Хэйлунцзянский колледж зимних видов спорта                                   | 黑龙江冰雪体育职业学院     | 2013 | Провинциальный | Харбин     | http://www.vcws.org.cn/     | |
| Хэйлунцзянский мелиоративный колледж                                         | 黑龙江农垦职业学院         | 1977 | Провинциальный | Харбин     | http://www.nkzy.org.cn/     | Аффилирован (недоступная ссылка) с Департаментом мелиорации провинции Хэйлунцзян                                |
| Хэйлунцзянский художественный колледж                                        | 黑龙江艺术职业学院         | 1959 | Провинциальный | Харбин     | http://www.hljyzy.org.cn/   | (недоступная ссылка)                                                                                            |
| Хэйлунцзянский национальный профессиональный колледж Миньцзу                 | 黑龙江民族职业学院         | 1928 | Провинциальный | Харбин     | https://www.mvcollege.com/  | Государственная комиссия по этническим вопросам КНР и Народное правительство провинции Хэйлунцзяна              |
| Хэйлунцзянский колледж медсестер                                             | 黑龙江护理高等专科学校     | 1948 | Провинциальный | Харбин     | http://www.hljhlgz.com/     | (недоступная ссылка)                                                                                            |
| Харбинский профессионально-технический колледж                               | 哈尔滨职业技术学院         | 2002 | Провинциальный | Харбин     | http://www.hzjxy.org.cn/    | |
| Харбинский железнодорожный технический колледж                               | 哈尔滨铁道职业技术学院     | 1959 | Провинциальный | Харбин     | http://www.htxy.net/        | (недоступная ссылка)                                                                                            |
| Харбинский профессиональный колледж прикладных технологий                    | 哈尔滨应用职业技术学院     | 2005 | Частный        | Харбин     | http://www.hyyzy.com/       | (недоступная ссылка)                                                                                            |
| Харбинский научно-технологический колледж                                    | 哈尔滨科学技术职业学院     | 2002 | Провинциальный | Харбин     | http://www.hrbkjzy.org.cn/  | (недоступная ссылка)                                                                                            |
| Муданьцзянский университет                                                   | 牡丹江大学                 | 1983 | Провинциальный | Муданьцзян | http://www.mdjdx.cn/        | |
| Хэйлунцзянский колледж экономики сельского хозяйства                         | 黑龙江农业经济职业学院     | 1958 | Провинциальный | Муданьцзян | http://www.hnyjj.org.cn/    | НМВПК |
| Хэйлунцзянский сельскохозяйственный профессионально-технический колледж      | 黑龙江农业职业技术学院     | 1948 | Провинциальный | Муданьцзян | http://www.hljnzy.net/      | (недоступная ссылка)                                                                                            |
| Хэйлунцзянский профессионально-технический техникум лесного хозяйства        | 黑龙江林业职业技术学院     | 1958 | Провинциальный | Муданьцзян | http://www.hljlzy.com/      | (недоступная ссылка)                                                                                            |
| Хэйлунцзянский колледж коммерции                                             | 黑龙江商业职业学院         | 1958 | Провинциальный | Муданьцзян | http://www.hljszy.net/      | Аффилирован (недоступная ссылка) с Департаментом торговли провинции Хэйлунцзян                                  |
| Хэйлунцзянский дошкольный педагогический колледж                             | 黑龙江幼儿师范高等专科学校 | 1906 | Провинциальный | Муданьцзян | http://www.hljys.cn/        | (недоступная ссылка)                                                                                            |
| Хэйлунцзянский политехнический колледж коммуникаций                          | 黑龙江交通职业技术学院     | 1946 | Провинциальный | Цицикар    | http://www.hlcp.com.cn/     | |
| Цицикарский политехнический колледж                                          | 齐齐哈尔理工职业学院       | 1981 | Частный        | Цицикар    | http://www.qlgxy.com/       | |
| Цицикарский педагогический колледж                                           | 齐齐哈尔高等师范专科学校   | 1906 | Провинциальный | Цицикар    | http://www.qqhrtc.com/      | |
| Дацинский профессиональный колледж                                           | 大庆职业学院               | 1953 | Провинциальный | Дацин      | http://www.dqzyxy.net/      | НМВПК |
| Ичуньский профессиональный колледж                                           | 伊春职业学院               | 1958 | Провинциальный | Ичунь      | http://www.ycvc.com.cn/     | |
| Цзямусский профессиональный колледж                                          | 佳木斯职业学院             | 2007 | Провинциальный | Цзямусы    | http://www.jmsjs.com/       | |
| Хэйлунцзянский энергетический колледж                                        | 黑龙江能源职业学院         | 1949 | Провинциальный | Шуанъяшань | http://www.hmzy.cn/         | Аффилирован с компанией Heilongjiang Long Coal Mining Group Co., Ltd. и муниципальным правительством Шуанъяшана |
| Цитайхэский профессиональный колледж                                         | 七台河职业学院             | 2005 | Провинциальный | Цитайхэ    | http://www.qthzyxy.com/     | |
| Джагдачийский профессиональный колледж                                       | 大兴安岭职业学院           | 2003 | Провинциальный | Джагдачи   | http://www.dxalu.com/       | |

## Военные учебные заведения
- Харбинская лётная академия ВВС НОАК[кит.] (кит. 中国人民解放军空军哈尔滨飞行学院). Основана на базе Третьей лётной академии ВВС КНР в 2017 году в рамках реформы Вооружённых сил КНР. Является главным командным колледжем ВВС под управлением Северного театра ВВС Народно-освободительной армии Китая.[4]